# Гвиди ди Баньо, Джанфранческо
Джанфранческо Гвиди ди Баньо (итал. Gianfrancesco Guidi di Bagno; 4 октября 1578, Флоренция, Великое герцогство Тосканское — 24 июля 1641, Рим, Папская область) — итальянский куриальный кардинал и папский дипломат. Титулярный архиепископ Патр с 3 марта 1614 по 17 мая 1627. Вице-легат в Авиньоне с 14 июня 1614 по 1 мая 1621. Апостольский нунций во Фландрии с 1 мая 1621 по 27 февраля 1627. Апостольский нунций во Франции с 27 февраля 1627 по 6 сентября 1630. Епископ-архиепископ Червии с 17 мая 1627 по 16 апреля 1635. Епископ-архиепископ Риети с 16 апреля 1635 по 28 февраля 1639. Кардинал in pectore c 30 августа 1627 по 19 ноября 1629. Кардинал-священник с 19 ноября 1629, с титулом церкви Санти-Бонифачо-э-Алессио с 26 мая 1631 по 24 июля 1641.